# Variáveis aleatórias independentes e identicamente distribuídas
Em teoria das probabilidades e estatística, uma sequência ou outra coleção de variáveis aleatórias é independente e identicamente distribuída (i.i.d. ou iid ou IID) se cada variável aleatória tiver a mesma distribuição de probabilidade das outras e todas forem mutuamente independentes. Uma coleção de variáveis aleatórias apenas identicamente distribuídas é frequentemente abreviada como ID. 
A anotação IID é particularmente comum em estatística, em que observações em uma amostra são frequentemente assumidas como efetivamente IID para os propósitos da inferência estatística. O pressuposto (ou exigência) de que observações sejam IID tende a simplificar a matemática subjacente a muitos métodos estatísticos. Entretanto, em aplicações práticas de modelagem estatística, o pressuposto pode ou não ser realista. Para testar quão realista é o pressuposto em um dado conjunto de dados, pode-se computar a autocorrelação, retirar correlogramas ou realizar testes de ponto de mudança. A generalização de variáveis aleatórias permutáveis é frequentemente suficiente e mais facilmente atingida.
O pressuposto é importante na forma clássica do teorema central do limite, que afirma que a distribuição de probabilidade da soma (ou média) de variáveis IID com variância finita se aproxima da distribuição normal.
Frequentemente, o pressuposto IID surge no contexto das sequências de variáveis aleatórias. Então, "independentes e identicamente distribuídas" em parte implica que um elemento na sequência é independente das variáveis aleatórias que vieram antes dele. Desta forma, uma sequência IID é diferente de uma sequência de Markov, em que a distribuição de probabilidade para a {\displaystyle n}-ésima variável aleatória é uma função da variável aleatória anterior na sequência (para uma sequência de Markov de primeira ordem). Uma sequência IID não implica que as probabilidades para todos os elementos do espaço amostral ou espaço de eventos devem ser as mesmas. Por exemplo, lances repetidos de dados viciados produzirão uma sequência que é IID, apesar dos valores observados serem viesados.

## Definição
Considere que as variáveis aleatórias são definidas como assumindo valores em {\displaystyle \mathbb {I} \subseteq \mathbb {R} }. 
Dizemos que duas variáveis aleatórias {\displaystyle X} e {\displaystyle Y} são identicamente distribuídas se e somente se {\displaystyle P[x\geq X]=P[x\geq Y],\,\forall x\in \mathbb {I} }. 
Dizemos que duas variáveis aleatórias {\displaystyle X} e {\displaystyle Y} são independentes se e somente se {\displaystyle P[y\geq Y]=P[y\geq Y|x\geq X]\land P[x\geq X]=P[x\geq X|y\geq Y]\,\forall x,y\in \mathbb {I} }. 

## Exemplos

### Usos em modelagem
Seguem abaixo exemplos ou aplicações de variáveis aleatórias IID:
- Uma sequência de valores observados de giros de uma roleta viciada ou não viciada é IID. Uma implicação disto é que se a bola cai no vermelho, por exemplo, 20 vezes seguidas, não é mais, nem menos provável que a bola caia no preto no próximo giro do que em qualquer outro.
- Uma sequência de lances de dados viciados ou não viciados é IID.
- Uma sequência de cara ou coroa com uma moeda viciada ou não viciada é IID.
- Em processamento de sinal e processamento de imagem, a noção de transformação para IID implica duas especificações, a parte "ID" (identicamente distribuída) e a parte "I" (independente):
  - ID: o nível de sinal deve ser equilibrado no eixo do tempo;
  - I: o espectro de sinal deve ser planificado, isto é, transformado por filtragem (como deconvolução) em um sinal branco (um em que todas as frequências estão igualmente presentes).

### Usos em inferência
- Um dos testes estatísticos mais simples, o teste Z, é usado para testar hipóteses sobre médias de variáveis aleatórias. Quando se usa o teste Z, assume-se (exige-se) que todas as observações são IID a fim de satisfazer as condições do teorema central do limite.

## Generalizações
Muitos resultados que foram primeiramente provados sob o pressuposto de que as variáveis aleatórias são IID foram mostrados como verdadeiros mesmo sob um pressuposto distributivo mais fraco.

### Variáveis aleatórias permutáveis
A noção mais geral que partilha das propriedades principais de variáveis IID é a de variáveis aleatórias permutáveis, introduzida por Bruno de Finetti. Permutabilidade significa que, ainda que as variáveis possam não ser independentes, variáveis futuras se comportam como variáveis passadas — formalmente, qualquer valor de uma sequência finita é tão provável quanto qualquer permutação daqueles valores — a distribuição de probabilidade conjunta é invariante sob o grupo simétrico.
Isto oferece uma generalização útil — por exemplo, amostragem sem substituição não é independente, mas é permutável, sendo amplamente usada em estatística bayesiana.

### Processo Lévy
Em cálculo estocástico, variáveis IID são pensadas como um processo Lévy de tempo discreto: cada variável dá quanto uma muda de um tempo a outro. Por exemplo, uma sequência de ensaios de Bernoulli é interpretada como o processo de Bernoulli. Pode-se generalizar isto para incluir processos Lévy de tempo contínuo e muitos processos Lévy podem ser vistos como limites de variáveis IID — por exemplo, o processo de Wiener é o limite do processo de Bernoulli.

## Ruído branco
O ruído branco é um exemplo simples de IID.